# Ted (nome)
Ted  è un nome proprio di persona inglese maschile.

## Varianti
- Maschili: Teddy[1][2]

## Origine e diffusione
Si tratta di un ipocoristico che può essere derivato sia da Edward (Edoardo), sia da Edmund (Edmondo), sia da Theodore (Teodoro).
La forma Teddy è nota in particolare per essere quella usata, in inglese, per designare gli orsacchiotti di peluche (detti teddy bear); tale nome deriva da quello del presidente degli Stati Uniti Theodore Roosevelt, soprannominato "Teddy", che era un noto cacciatore di orsi.

## Onomastico
L'onomastico si può festeggiare lo stesso giorno del nome da cui viene ricavato.

## Persone

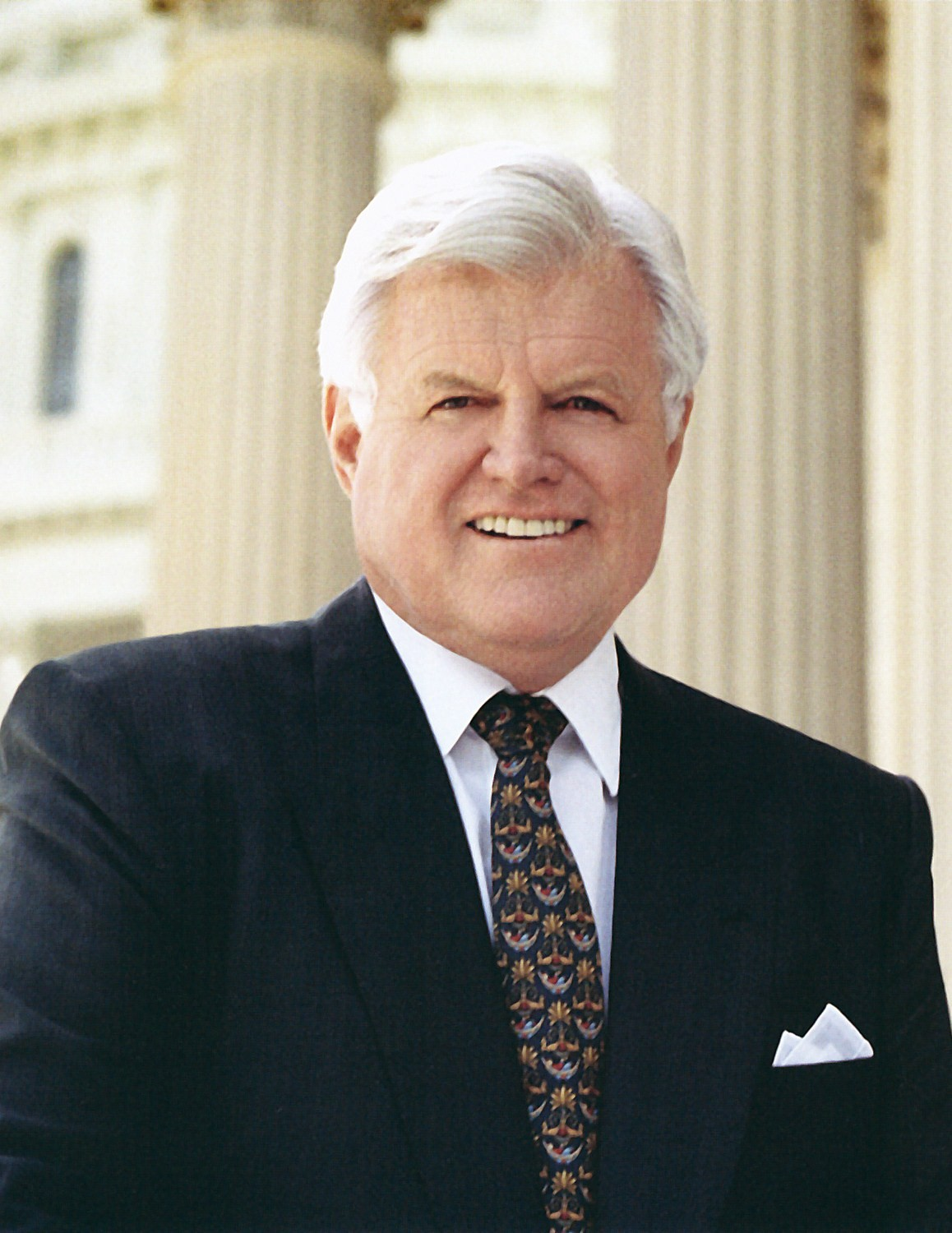
Ted Kennedy

- Ted Danson, attore e comico statunitense
- Ted DiBiase, wrestler e manager statunitense
- Ted Hughes, poeta e scrittore inglese
- Ted Kennedy, politico statunitense
- Ted Nugent, chitarrista e cantante statunitense
- Ted White, scrittore, editore e critico musicale statunitense

### Variante Teddy
- Teddy Bridgewater, giocatore di football americano statunitense
- Teddy Pendergrass, cantante, paroliere, compositore, musicista e produttore musicale statunitense
- Teddy Reno, cantante, produttore discografico e attore italiano naturalizzato svizzero
- Teddy Sears, attore statunitense
- Teddy Sheringham, calciatore e allenatore di calcio inglese